# ワイルド・ギースII
『ワイルド・ギースII』（原題：Wild Geese II）は、1985年制作のイギリスのアクション映画。『ワイルド・ギース』の続編。日本では劇場未公開。

## あらすじ
1982年、ロンドン。アメリカ人の傭兵ジョン・ハダッドはキャシーという女から、ナチスの戦犯で現在もシュパンダウ刑務所に収監されている元・副総統ルドルフ・ヘスの救出を依頼される。
ベルリンにやってきたジョンは、ストリープリングという謎の人物に拉致されそうになるが、辛くも逃れた。
ジョンは前作で活躍したアレン・フォークナーの弟アレックス・フォークナーと合流、イギリス軍のヘンリー大佐もヘスの救出に力を貸そうと申し出る。
そんな中、キャシーがストリープリングに拉致されてしまう。ジョンたちはキャシーとヘス両方の救出作戦を実行に移す。

## キャスト
- ジョン・ハダッド：スコット・グレン
- キャシー・ルーカス：バーバラ・カレラ
- アレックス・フォークナー：エドワード・フォックス
- ルドルフ・ヘス：ローレンス・オリヴィエ
- ロバート・マッキャン：ロバート・ウェッバー
- カール・ストリープリング：ロベルト・フライターク
- ヘンリー大佐：ケネス・ヘイ
- ロシアの将軍：パトリック・スチュワート
- ストラットフォード・ジョンズ
- イングリッド・ピット
- ジョン・テリー
- デレク・トンプソン

## 製作
1984年4月にリチャード・バートンとスコット・グレンの続編への出演が発表された。ロジャー・ムーアにも引き続き出演依頼がきたが、彼は続編の脚本を気に入らず辞退している。ルイス・コリンズはユアン・ロイドとの契約でハドッド役として出演する予定だったが、その後アメリカ人俳優のグレンに配役が変わったと主張している。
バートンは『ワイルド・ギースII』の完成後は「少なくとも半年間は映画に出演しない」と語っていたが、撮影を1週間後に控えた1984年8月にジュネーヴの自宅で死去した。彼の元を訪れていたロイドは「彼は日焼けして健康そうで、スイスでの休暇の後、撮影に向けた健康診断に合格したばかりだった」と語っている。バートンの死去により、彼の代わりにエドワード・フォックスがアレン・フォークナー（バートン）の弟アレックス・フォークナー役として起用された。
ルドルフ・ヘスを演じたローレンス・オリヴィエは当時77歳で、撮影中に体調を崩したため看護師が同伴した。また、彼は記憶力にも問題を抱えており、フォックスはオリヴィエが一度の長台詞を言うのに何時間もかけていたと語っている。イングリッド・ピットはオリヴィエとの共演シーンはなかったが、撮影中に彼と食事した時の印象について「この時はとても年老いて弱っていたが、とても凛々しかった」と語っている。ヘスの息子ヴォルフ＝リュディガー・ヘスはオリヴィエが演じた父の描写について「驚くほど正確なものだった」と語っている。